# Quercus macranthera
Quercus macranthera è un albero della famiglia delle Fagacee. La specie venne descritta nel 1849 dal tedesco Karl Heinrich Koch; ne vengono comunemente identificate due sottospecie: Q. macranthera subsp. macranthera e Q. macranthera subsp. syspirensis. Il suo areale si estende nella zona del Caucaso, allungandosi dalla Turchia orientale fino alle montagne dell'Iran.